# Humor nos Tempos do Collor
Humor nos tempos do Collor é um livro escrito por Jô Soares, Luis Fernando Verissimo e Millôr Fernandes e lançado em 1992 pela Editora L&PM.

## Enredo
Os cidadãos Jô Soares, Luis Fernando Verissimo e Millôr Fernandes expõem neste livro, através do humor, as vísceras malcheirosas do país dos tempos do presidente Fernando Collor de Mello. Do dia da posse até o surgimento da legião milionária de almas do outro mundo, passando pelo bolero da ministra Zélia Cardoso de Melo, quilos de ouro e milhares de dólares, temos toneladas de ridículo acrescentadas à tragédia nacional.